# ماتيوس سانتانا
ماتيوس سانتانا (بالبرتغالية: Matheus Santana) (مواليد 2 أبريل 1996) هو سبّاح برازيلي، مثّل بلاده في الألعاب الأولمبية الصيفية 2016.

## روابط خارجية
ماتيوس سانتانا على موقع الاتحاد الدولي للسباحة (الإنجليزية)
- ماتيوس سانتانا على موقع اللجنة الأولمبية الدولية (الإنجليزية)
- ماتيوس سانتانا على موقع أوليمبيديا (الإنجليزية)